# Château de Marialva
Le château de Marialva est un château médiéval situé dans la commune de Mêda, au Portugal. Il est classé monument national depuis 1978.
Le château domine un massif montagneux et se distingue par ses imposants murs en pierre, ses tours de défense, et son donjon central, témoignant de son importance stratégique à travers les siècles.
Des fouilles archéologiques menées aux abords du château ont mis au jour les vestiges de l'ancienne cité romaine appelée Civitas Aravorum, qui s'étendait sur le même site et témoigne d’une occupation humaine depuis l’Antiquité. Ces découvertes relient le château à plusieurs périodes historiques majeures du Portugal.

## Histoire
Le site de Marialva a une histoire riche, avec des traces d’occupation humaine remontant à l’époque romaine et même avant. Le château médiéval, tel qu’il se présente aujourd’hui, a été construit au XIIe siècle, lors de la Reconquête chrétienne, pour défendre la frontière nord-est du royaume du Portugal.
Il a joué un rôle important durant les conflits médiévaux, notamment lors des guerres entre le Portugal et le royaume de León. Les fortifications ont été renforcées et adaptées au fil des siècles pour résister aux nouvelles techniques de siège.

## Architecture
Le château est caractérisé par ses murailles en pierre sèche, ses tours cylindriques et un donjon imposant. Il présente un plan irrégulier qui épouse la topographie du site montagneux. À l’intérieur, on trouve également les vestiges d’habitations et d’une chapelle, témoignant d’une occupation permanente.

## Patrimoine et tourisme
Aujourd’hui, le château de Marialva est une attraction touristique importante dans la région de la Guarda. Il offre des vues panoramiques sur la campagne environnante et sert de point de départ à plusieurs randonnées historiques.
Le site est protégé par l'État portugais, qui assure sa conservation et son entretien.